# Coupe Gambardella 1995-1996
Navigation
Édition précédente Édition suivante
La coupe Gambardella 1995-1996 est la 42e édition de l'épreuve organisée par la Fédération française de football et ses ligues régionales. La compétition est ouverte aux équipes de football de jeunes dans la catégorie des 18 ans. La compétition comprend une première phase régionale suivi d'une phase nationale comportant huit tours.
Le vainqueur de l'édition 1994-1995, l'AS Cannes, est battu en trente-deuxième de finale par le SC Bastia.

## Trente-deuxièmes de finale
Les matchs se déroulent sur le terrain du club premier nommé.
| Équipe 1                | Résultat | Équipe 2                 | T.a.b. |
| ----------------------- | -------- | ------------------------ | ------ |
| AS Vitré                | 1-1      | Stade lavallois          | 3-5    |
| FC Saint-Leu            | 1-3      | FC Rouen                 |        |
| Lannion FC              | 2-6      | EA Guingamp              |        |
| Forbach Mariénau        | 0-2      | FC Sochaux               |        |
| Stade rennais           | 3-1      | Angers SCO               |        |
| AJ Auxerre              | 2-0      | CS Sedan Ardennes        |        |
| Stade quimpérois        | 1-0      | La Roche VF              |        |
| AS Nancy-Lorraine       | 3-0      | SA Épinal                |        |
| ES Viry-Châtillon       | 1-0      | Vendée Fontenay Foot     |        |
| FCSR Haguenau           | 0-0      | Château-Thierry FC       | 4-5    |
| Le Mans UC              | 0-1      | Paris SG                 |        |
| FC Melun                | 0-7      | FC Metz                  |        |
| Rodez AF                | 0-3      | FC Nantes                |        |
| Olympique Saint-Étienne | 2-4      | Côte Chaude SF           |        |
| FC Libourne             | 1-2      | Girondins de Bordeaux    |        |
| Racing CF 92            | 0-3ap    | CS Louhans-Cuiseaux      |        |
| Stade montois           | 2-2      | Chamois niortais         | 5-3    |
| US Annemasse            | 0-0      | Besançon RC              | 2-4    |
| SA Croisés Bayonne      | 0-2      | Aurillac FCA             |        |
| Montpellier HSC         | 2-1ap    | Olympique lyonnais       |        |
| Tours FC                | 1-1      | Toulouse FC              | 5-4    |
| Dijon FC                | 1-2      | FC Gueugnon              |        |
| Evreux ACF              | 0-0      | olympique de Charleville | 4-1    |
| AS Villeurbanne EL      | 0-4ap    | FC Martigues             |        |
| ES Wasquehal            | 1-3      | Lille OSC                |        |
| SC Bastia               | 2-0ap    | AS Cannes                |        |
| Calais RUFC             | 0-3      | Le Havre AC              |        |
| Burel FC                | 0-1      | Nîmes Olympique          |        |
| Valenciennes FC         | 0-1      | RC Lens                  |        |
| ASOA Valence            | 8-0      | AC Ajaccio               |        |
| FC Lambersart           | 2-2      | USON Mondeville          | 2-3    |
| SC Toulon               | 0-1      | AS Monaco                |        |

## Seizièmes de finale
Les rencontres ont lieu sur le terrain du club premier nommé.
| Équipe 1            | Résultat | Équipe 2              | T.a.b. |
| ------------------- | -------- | --------------------- | ------ |
| Stade lavallois     | 2-1      | EA Guingamp           |        |
| Evreux ACF          | 0-1      | FC Rouen              |        |
| CS Louhans-Cuiseaux | 2-2      | Nîmes Olympique       | 2-4    |
| Côte Chaude SF      | 0-6      | AS Monaco             |        |
| Besançon RC         | 0-0      | Lille OSC             | 4-5    |
| Château-Thierry FC  | 1-7      | Le Havre AC           |        |
| RC Lens             | 0-2      | AS Nancy-Lorraine     |        |
| Stade montois       | 1-0ap    | Tours FC              |        |
| ES Viry-Châtillon   | 0-0      | Girondins de Bordeaux | 6-7    |
| Montpellier HSC     | 2-2      | SC Bastia             | 4-2    |
| FC Martigues        | 0-0      | ASOA Valence          | 4-5    |
| Aurillac FCA        | 0-2      | FC Gueugnon           |        |
| Stade quimpérois    | 0-2      | FC Nantes             |        |
| Stade rennais       | 1-0      | Paris SG              |        |
| USON Mondeville     | 0-3      | FC Metz               |        |
| FC Sochaux          | 1-1      | AJ Auxerre            | 1-3    |

## Huitièmes de finale
Les huitièmes de finale ont lieu sur le terrain du club premier nommé.
| Équipe 1        | Résultat | Équipe 2              | T.a.b. |
| --------------- | -------- | --------------------- | ------ |
| FC Nantes       | 1-0ap    | FC Metz               |        |
| Stade montois   | 1-1      | Nîmes Olympique       | 4-2    |
| FC Rouen        | 0-4      | AS Nancy-Lorraine     |        |
| AS Monaco       | 3-3      | AJ Auxerre            | 5-4    |
| Lille OSC       | 3-0ap    | Stade lavallois       |        |
| ASOA Valence    | 2-3      | FC Gueugnon           |        |
| Stade rennais   | 2-2      | Le Havre AC           | 6-5    |
| Montpellier HSC | 0-0      | Girondins de Bordeaux | 5-4    |

## Quarts de finale
Les quarts de finale ont lieu sur le terrain du club premier nommé.
| Équipe 1          | Résultat | Équipe 2    | T.a.b. |
| ----------------- | -------- | ----------- | ------ |
| Stade rennais     | 0-0      | FC Gueugnon | 3-2    |
| AS Nancy-Lorraine | 0-2      | FC Nantes   |        |
| Stade montois     | 0-3      | AS Monaco   |        |
| Montpellier HSC   | 4-0      | Lille OSC   |        |

## Demi-finale
Les demi-finales ont lieu à Angoulême le 17 avril.
| Équipe 1        | Résultat | Équipe 2      | T.a.b. |
| --------------- | -------- | ------------- | ------ |
| FC Nantes       | 1-0      | Stade rennais |        |
| Montpellier HSC | 2-1      | AS Monaco     |        |

## Finale
La finale a lieu le 4 mai 1996 au Parc des Princes en ouverture de la finale de la coupe de France AJ Auxerre - Nîmes Olympique. Elle est remportée un à zéro par le Montpellier HSC devant le FC Nantes.
| Équipe 1        | Résultat | Équipe 2  | T.a.b. |
| --------------- | -------- | --------- | ------ |
| Montpellier HSC | 1-0      | FC Nantes |        |

Il s'agit de la première victoire du Montpellier HSC dans l'épreuve après deux défaites en finale.
Feuille de match
| 4 mai 1996 | Montpellier HSC       | 1-0 | FC Nantes | Parc des Princes          |                           |
| | Ibrahima Bakayoko 60e | (0-0) |           | Arbitrage : Bruno Derrien | Arbitrage : Bruno Derrien |
| Larrieu- Chavrondier, Rodriguez ( 64e), Fournel, Bertrand - Savejvong(Perez 83e ), Javary ( 58e), Rossi, Bahri(Dief 45e ) - Bakayoko, Jourda(Angeletti 70e ). · Entraîneur : Mama Ouattara. | Équipes               | Landreau - Garciau, Ithurria(Cambonie 78e ( 81e)), Gillet, Mary(Elbai 74e ) - Touré, Treguer, Piocelle, Leroy ( 49e) (Deroff 80e )- Suffo, Monterrubio. · Entraîneur : Raynald Denoueix. |           | Arbitrage : Bruno Derrien | Arbitrage : Bruno Derrien |